# Enicospilus arduus
Enicospilus arduus là một loài tò vò trong họ Ichneumonidae.